# Deník Bridget Jonesové (kniha)
Deník Bridget Jonesové (v anglickém originále Bridget Jones's Diary) je román britské spisovatelky Helen Fieldingové. Jedná se o první ze série tří knih s hlavní hrdinkou Bridget Jonesovou (Deník Bridget Jonesové, 1996; Bridget Jonesová: S rozumem v koncích, 2004; Bridget Jonesová: Láskou šílená, 2014). Jak již název napovídá, jde o deník, který je psaný třicetiletou ženou. Kniha je plná vtipu a sarkasmu. Příběh začal vycházet v roce 1995 na pokračování v britském deníku The Independent. Po několika letech, přesněji v roce 1997, byl román jednou z nejprodávanějších knih a získal cenu British Book Award za nejlepší knihu roku. Do češtiny přeložila Barbora Punge Puchalská.

## Autor
Helen Fieldingová je britská spisovatelka a scenáristka, narodila se 19. 2. 1958 ve městě Morley, West Yorkshire, ve Velké Británii. Vystudovala angličtinu v Oxfordu. Pracovala v televizní stanici BBC, produkovala dokumentární filmy o Africe a pracovala jako novinářka např. v deníku The Independent, kde následně začal vycházet i Deník Bridget Jonesové jako příběh na pokračování. Helen Fieldingová, podle listu The Guardian, svojí sérií knih o svobodné třicátnici nejlépe definovala život 20. století.

## Děj
Děj se odehrává během jednoho blíže nespecifikovaného roku. Vypráví jej hlavní hrdinka Bridget Jonesová. Bridget je svobodná třicátnice žijící v Londýně. Hlavním tématem knihy je život a trápení Bridget a jejich přátel; poddajné Jude, feministky Sharon a homosexuála Toma a milostné patálie s Danielem Cleaverem a Markem Darcym.
Bridget, stejně jako každá svobodná třicetiletá žena, řeší své problémy: váhu, příjem kalorií, spotřebu cigaret a alkoholu, svoji kariéru a muže. Všechny problémy spojuje s otázkou, kterou jí neustále pokládá její matka i všichni „nafoukaní ženáči“ z řad jejích přátel: „A co tvůj milostný život?“
Bridget má zájem o svého šéfa Daniela Cleavera, který je vždy okouzlující a zábavný. Avšak s odstupem času se ukáže, že Daniel jí nedokáže být věrný a rozhodně není ten správný typ muže ani pro svatbu a ani pro založení rodiny. Její matka se jí snaží dát dohromady s úspěšným a pohledným, avšak na první pohled arogantním právníkem Markem Darcym. Po rozchodu se svým šéfem podá Bridget výpověď v nakladatelství a začne pracovat jako televizní reportérka. Po nějaké době, při pokusu o získání rozhovoru narazí na Marka Darcyho, který ji s rozhovorem pomůže. Bridget zjistí, že nic není tak, jak se na první pohled zdálo a Mark by mohl být pro ni tím pravým.

## Postavy
- Bridget Jonesová je svobodná třicátnice, která si vybírá stále stejné typy mužů a to alkoholiky, workoholiky nebo ženaté. Většinou hledá odpovědi na své otázky týkající se života v různých příručkách typu: Co chtějí muži? nebo Muži jsou z Marsu, ženy z Venuše. Právě její záliba v příručkách přivádí Bridget do dalších šílených a zároveň vtipných situací, jichž je kniha plná.
- Nakladatel Daniel Cleaver je úspěšný, zábavný, krásný … a je si toho vědom. Otáčí se za každou sukní i přesto, že je zadaný.
- Mark Darcy je „špičkový právník přes lidská práva“, rovněž krásný, inteligentní a bohatý. Na první pohled působí jako velice namyšlený člověk, ale následně se projeví jako opravdu obětavý.

## Film
Podle knihy Deník Bridget Jonesové byl v roce 2001 natočen stejnojmenný film, který nejen že navázal na úspěch knižní předlohy, ale dokonce jej překonal. Scénář napsala sama Helen Fieldingová. Velký podíl na úspěchu filmu mělo i herecké obsazení. Ústřední trojici si zahráli Renée Zellweger jako Bridget Jonesová, Colin Firth jako Mark Darcy a Hugh Grant jako Daniel Cleaver. Další díl série, Bridget Jonesová: S rozumem v koncích byl zfilmován v roce 2004.
Postava Marka Darcyho byla pojmenována podle postavy z knihy Pýcha a předsudek od Jane Austenové. V knize je několikrát zmiňováno britské seriálové zpracování této klasiky z roku 1995. Zajímavostí je, že jak v seriálu Pýcha a předsudek, tak ve filmu Deníku Bridget Jonesové si zahrál postavu pana Darcyho herec Colin Firth.

## Česká vydání
- Deník Bridget Jonesové; Helen Fieldingová; překlad Barbora Punge Puchalská; Nakladatelství XYZ, 2014; ISBN 978-80-7388-884-8